# Мезан-Фриу
Меза́н-Фри́у (порт. Mesão Frio; [mɨ'zɐ̃ũ fɾiu]) — посёлок городского типа в Португалии, центр одноимённого муниципалитета в составе округа Вила-Реал. По старому административному делению входил в провинцию Траз-уж-Монтиш и Алту-Дору. Входит в экономико-статистический субрегион Дору, который входит в Северный регион. Численность населения — 4,9 тыс. жителей на 2001 год. Занимает площадь 26,85 км².
Праздник поселка — 30 ноября.

## Расположение
Посёлок расположен в 21 км на юго-запад от адм. центра округа города Вила-Реал.
Муниципалитет граничит:
- на севере и востоке — муниципалитет Пезу-да-Регуа
- на юго-востоке — муниципалитет Ламегу, Резенде
- на западе — муниципалитет Байан

## Транспорт
Поселок основан в 1152 году.

## Население
| Численность населения муниципалитета по годам | Численность населения муниципалитета по годам | Численность населения муниципалитета по годам | Численность населения муниципалитета по годам | Численность населения муниципалитета по годам | Численность населения муниципалитета по годам | Численность населения муниципалитета по годам | Численность населения муниципалитета по годам | Численность населения муниципалитета по годам |
| --------------------------------------------- | --------------------------------------------- | --------------------------------------------- | --------------------------------------------- | --------------------------------------------- | --------------------------------------------- | --------------------------------------------- | --------------------------------------------- | --------------------------------------------- |
| 1801                                          | 1849                                          | 1900                                          | 1930                                          | 1960                                          | 1981                                          | 1991                                          | 2001                                          | 2004                                          |
| 2856                                          | 5745                                          | 6935                                          | 7576                                          | 7424                                          | 6335                                          | 5519                                          | 4926                                          | 4652                                          |

## Состав муниципалитета
В муниципалитет входят следующие районы:
1. Баркейруш
2. Сидаделье
3. Оливейра
4. Санта-Криштина
5. Сан-Николау
6. Вила-Жузан
7. Вила-Марин